# 468 v.Chr.
Het jaar 468 v.Chr. is een jaartal volgens de christelijke jaartelling.

## Gebeurtenissen

### Griekenland
- Aristides overlijdt in armoede zijn kinderen worden op staatskosten opgevoed.
- Op de Peloponnesos verwoest Argos de vestingstad Tiryns.

## Overleden
- Aristides (~530 v.Chr. - ~468 v.Chr.), Atheens staatsman en veldheer (62)
- Simonides (~556 v.Chr. - ~468 v.Chr.), Grieks lyrisch dichter van Kos (88)